# Калинович Іван Олександрович
Іва́н Олекса́ндрович Калино́вич (27 травня 1893 — 26 квітня 1973) — підполковник Армії УНР.

## Життєпис
Народився у м. Кременчук на Полтавщині. Закінчив військове училище (1915). Останнє звання у російській армії — поручик.
З 1918 р. — старшина Кінно-Гайдамацького полку ім. К. Гордієнка Армії УНР. З 14 квітня 1921 р. — помічник командира 5-го кінного полку ім. К. Гордієнка Окремої кінної дивізії Армії УНР.
У 1922 р. виїхав до Чехо-Словаччини, де закінчив Українську господарську академію у Подєбрадах (1927). Працював інженером на Закарпатті.
З 1929 р. — у Галичині (Збараж, Золочів). У 1930 р. на вимогу польської влади виїхав із Галичини і повернувся на Закарпаття. У 1939 р. брав участь в обороні Карпатської України. Незабаром виїхав до Берліна, де став одним із керівників Союзу Гетьманців-Державників.
У 1948 р. емігрував до США. Помер у м. Маплевуд.

## Пам'ять
У місті Кременчук є проїзд Івана Калиновича.